# Beaufort (South Carolina)
Beaufort ist eine Stadt im Bundesstaat South Carolina in den Vereinigten Staaten und County Seat von Beaufort County. Die Stadt wurde 1711 gegründet und gilt nach Charleston als zweitälteste Stadt South Carolinas. Das U.S. Census Bureau hat bei der Volkszählung 2020 eine Einwohnerzahl von 13.607 ermittelt.
Die Stadt war im Film Forrest Gump der fiktive Ort Greenbow, Alabama und war gleichzeitig auch Drehort für viele weitere Szenen des Films, so wurden außerhalb von Beaufort auch alle Vietnamkrieg-Szenen gedreht.

## Geographie
Die Stadt liegt auf Port Royal Island, einer Insel im Port Royal Sound an der Atlantikküste South Carolinas. In und bei der Stadt liegt das Reconstruction Era National Monument.

## Demographie
Zum Zeitpunkt der Volkszählung im Jahre 2000 (U.S. Census 2000) hatte die Stadt 12.950 Einwohner auf einer Landfläche von 48,2 km². Das Medianalter betrug 30,1 Jahre (nationaler Durchschnitt der USA: 35,3 Jahre). Das Pro-Kopf-Einkommen (englisch per capita income) lag bei 20.501 US-Dollar (nationaler Durchschnitt der USA: 21.587 US-Dollar). 13,0 % der Einwohner lagen mit ihrem Einkommen unter der Armutsgrenze (nationaler Durchschnitt der USA: 12,4 %). Etwa 13 % der Einwohner sind deutschstämmig.

## National Register of Historic Places
| Ref.-Nummer | Bezeichnung                          | Adresse                                                     | Name der MPS                          | Datum         |
| ----------- | ------------------------------------ | ----------------------------------------------------------- | ------------------------------------- | ------------- |
| 71000743    | The Anchorage                        | 1103 Bay St.                                                |                                       | 23. Nov. 1971 |
| 71000744    | William Barnwell House               | 800 Prince St.                                              |                                       | 24. März 1971 |
| 72001191    | Barnwell-Gough House                 | 705 Washington St.                                          |                                       | 15. Nov. 1972 |
| 69000159    | Beaufort Historic District           | begrenzt von Beaufort River, Bladen, Hamar und Boundary St. |                                       | 17. Dez. 1969 |
| 97001208    | Beaufort National Cemetery           | 1601 Boundary St.                                           | Civil War Era National Cemeteries MPS | 10. Okt. 1997 |
| 74001822    | Charlesfort–Santa Elena Site         | Adresse Verschlusssache                                     |                                       | 7. Aug. 1974  |
| 72001192    | John A. Cuthbert House               | 1203 Bay St.                                                |                                       | 13. Juni 1972 |
| 79003322    | Fort Lyttelton Site                  | Address Restricted                                          |                                       | 13. Sep. 1979 |
| 70000561    | Hunting Island State Park Lighthouse | 17 mi. SSW of Beaufort on U.S. 21                           |                                       | 5. Juni 1970  |
| 97000095    | Laurel Bay Plantation                | Address Restricted                                          |                                       | 27. Feb. 1997 |
| 73001674    | Marshlands                           | 501 Pinckney St.                                            |                                       | 7. Nov. 1973  |
| 08000537    | Seacoast Packing Company             | 100 Dill Dr.                                                |                                       | 17. Juni 2008 |
| 79002375    | Seaside Plantation                   | 10 mi. E of Beaufort on SC 21                               |                                       | 16. Juli 1979 |
| 74001823    | Robert Smalls House                  | 511 Prince St.                                              |                                       | 30. Mai 1974  |
| 71000745    | Tabby Manse                          | 1211 Bay St.                                                |                                       | 14. Mai 1971  |
| 71000746    | John Mark Verdier House              | 801 Bay St.                                                 |                                       | 19. Aug. 1971 |

## Sonstiges
Beaufort ist ein beliebter Ferienort, Schauplatz zahlreicher Filme und für einen eindrucksvollen Hafen am Sound bekannt. Im Ort befindet sich die militärische Ausbildungseinrichtung Marine Corps Recruit Depot Parris Island des US Marine Corps und etwas außerhalb die Marine Corps Air Station Beaufort.

## Persönlichkeiten

### In Beaufort geboren
- Danni Ashe (* 1968), Erotikdarstellerin
- Robert Barnwell (1761–1814), Kongressabgeordneter
- Robert Woodward Barnwell (1801–1882), Kongressabgeordneter
- Edward Junius Black (1806–1846), Kongressabgeordneter
- Kevin Brooks (* 1969), Basketballspieler[4]
- Alvin Brown (* 1962), früherer Bürgermeister von Jacksonville
- Zach Brown (* 1989), American-Football-Spieler
- Richard W. Colcock, Präsident der Citadel
- William F. Colcock (1804–1889), Kongressabgeordneter
- Esther Dale (1885–1961), Schauspielerin
- Mary S. B. Dana (1810–1883), Schriftstellerin
- Charles H. DuPont, Politiker und Richter
- Middleton Stuart Elliott, Militärarzt
- Stephen Elliott, Bischof
- William Elliot (1838–1907), Kongressabgeordneter
- William Elliot, Schriftsteller
- John Floyd (1769–1839), Kongressabgeordneter
- Poona Ford (* 1995), American-Football-Spieler
- Alan Forney (* 1960), Ruderer
- Joe Frazier (1944–2011), Boxer
- William J. Grayson (1788–1863), Kongressabgeordneter, Dichter
- Boyce Green, Footballspieler
- John Edwards Holbrook (1794–1871), Zoologe
- Jazzy Jay, Hip-hop Discjockey
- Francis Lubbock (1815–1905), Gouverneur von Texas
- Joe Montford, Footballspieler
- Michael P. O’Connor (1831–1881), Kongressabgeordneter
- Maude Odell, Schauspielerin
- Dick Oxtot (1918–2001), Jazzmusiker
- Clementa C. Pinckney (1973–2015), Politiker
- William Hayes Pope, Rechtsanwalt und Richter
- Anne Pressly, Journalistin
- James Saxon, Footballspieler und -trainer
- Robert Rhett (1800–1876), Kongressabgeordneter
- Robert Smalls (1839–1915), Kongressabgeordneter
- Emmet Michael Walsh (1892–1968), Bischof von Youngstown

### In Verbundenheit mit Beaufort
- Samuel Hopkins Adams (1871–1958), Schriftsteller, in Beaufort gestorben
- Tom Berenger (* 1949), Schauspieler, lebt in Beaufort
- Abigail Mandana Holmes Christensen, Sammlerin, lebte in Beaufort
- Donald Conroy, Militär, starb in Beaufort
- Pat Conroy (1945–2016), Schriftsteller, lebt auf Fripp Island, die Stadt ist ein Schauplatz in mehreren seiner Werke
- Charles Craven (1682–1754), Gouverneur und Gründer der Stadt
- Richard Howell Gleaves (1819–1907), Lieutenant Governor von South Carolina, lebte in Beaufort
- Greg Jones, Footballspieler
- Leon Keyserling (1908–1987), Ökonom
- David Nolan, Schriftsteller
- Michelle Obama (* 1964), Gattin 44. US-Präsidenten Barack Obama, mütterliche Wurzeln in der Gullah-Kultur der Stadt
- Anita Pollitzer, Fotografin
- Martha Sleeper, Schauspielerin, starb in Beaufort
- Chuck Taliano, Marineoffizier, lebte in Beaufort
- William Verity, Jr., Minister, starb in Beaufort